# Barrage de Bamendjing
Barrage de Bamendjing är en dammbyggnad i Kamerun.   Den ligger i regionen Västra regionen, i den centrala delen av landet, 230 km nordväst om huvudstaden Yaoundé. Barrage de Bamendjing ligger 1 164 meter över havet. Den ligger vid sjön Lac de Bamendjing.
Terrängen runt Barrage de Bamendjing är platt. Trakten runt Barrage de Bamendjing är ganska tätbefolkad, med 67 invånare per kvadratkilometer. Trakten runt Barrage de Bamendjing är huvudsakligen savannskog.